# North of Boston

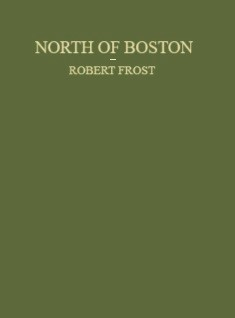
Okładka

North of Boston – tom wierszy amerykańskiego poety Roberta Frosta, opublikowany w 1914. Zawiera między innymi utwory: Good Hours, Mending Wall, The Death of a Hired Man, The Mountain, The Generations of Men, Blueberries, After Apple-picking i The Fear. Składające się na tomik utwory są napisane w większości wierszem białym (blank verse).
Pojawienie się tomiku Frosta w sprzedaży zostało zauważone przez poetkę Amy Lowell, która napisała jego entuzjastyczną recenzję.